# 25640 Klintefelt
25640 Klintefelt este un asteroid din centura principală de asteroizi.

## Descriere
25640 Klintefelt este un asteroid din centura principală de asteroizi. A fost descoperit pe 4 ianuarie 2000 la Socorro, New Mexico, în cadrul proiectului LINEAR. Asteroidul prezintă o orbită caracterizată de o semiaxă mare de 2,85 ua, o excentricitate de 0,05 și o înclinație de 3,3° în raport cu ecliptica.